# Ich warte auf Dich
Ich warte auf Dich ist ein deutsches Filmmelodram aus dem Jahre 1952 von Volker von Collande mit Hanna Rucker und Joachim Brennecke in den Hauptrollen.

## Handlung
Irgendwo, auf einer im Watt liegenden, deutschen Nordseeinsel zu Beginn der 1950er Jahre. Hierhin hat es das junge Mädchen Barbara beim Schwimmen getrieben. Barbara will sich sonnen und den Tag genießen, da kommt ein schwerer Gewittersturm auf. Sie versucht, an das Festland zurück zu schwimmen, doch sie wird stets von der Brandung ans Ufer des Inselchen zurückgeworfen. Ganz unbewohnt ist dieses Eiland wider Erwarten dann doch nicht, denn in einer kleinen Hütte hat sich der Lehrer Peter Anweiler eingenistet, um in Ruhe berufsvorbereitende Studien zu betreiben. Barbara fasst Vertrauen zu dem attraktiven jungen Mann, nachdem dieser ihr in der Not Schutz gewährt hatte, ohne die Situation auszunutzen. In kürzester Zeit wird aus dem Vertrauen Zuneigung und aus Zuneigung Liebe. Barbara bleibt länger aus der Insel, als sie ursprünglich beabsichtigt hatte, und schläft mit Peter.
Nach zwei Tagen kehrt sie aufs Festland zurück und vertraut sich mit ihrem Erlebten ihrer Tante Olga, bei der sie seit dem Tode ihrer Eltern lebt, an. Auch der mit ihr befreundete Kinderarzt Dr. Born und dessen Schwester Ursel sind ihr in dieser Situation, in der in ihrem Bauch neues Leben heranwächst, eine große Hilfe. Barbara bringt in einer Entbindungsklinik ein gesundes Kind zur Welt, doch nun stellt sich die Frage, wie die Zukunft der minderjährigen Mutter weitergehen soll. Sie benötigt Geld und muss arbeiten gehen. Dr. Born beschließt, Barbara für ein Jahr krankzuschreiben. Anschließend kehrt die Primanerin an ihre Schule zurück, um sich auf ihr Abitur vorzubereiten. Dort sehen sich Barbara und Peter, der mithilfe von Barbaras Klassenlehrerin Frau Dr. Helm ausgerechnet an dieser Schule eine Anstellung erhalten hatte, wieder. Anweiler hatte die vergangene Zeit intensiv nach seiner Inselliebe gesucht, sie jedoch nicht gefunden. Dass Barbara von ihm schwanger und in der Zwischenzeit Mutter geworden ist, weiß Peter nicht.
Die Gefühlsverwirrungen der beiden Liebenden und die Tatsache, dass sich Peter in der Zwischenzeit mit seiner Berufskollegin Dr. Helm verlobt hat, lassen in Barbara den Entschluss reifen, nichts und niemandem in der Schule von ihrer frühen Mutterschaft zu erzählen. Außerdem hat Peter ganz offensichtlich den Kopf für Liebesnöte nicht frei, da er hier an der Schule als Lehrer erst einmal bestehen und Akzeptanz finden muss. Da in jenen Jahren eine unverheiratete Mutter ein schwerer gesellschaftlicher Makel bedeutete, beschließt Dr. Born, Barbara einen Heiratsantrag zu machen. Allmählich bemerken Barbaras Mitschülerinnen, dass sich ihre Freundin ganz offensichtlich in einem enormen seelischen Spannungsfeld befindet. Schließlich verpatzt Barbara auch noch ihr Abitur. Es kommt schließlich alles an den Tag, und Junglehrer Peter ist wie vom Donner gerührt. Von Herzen bekennt er sich sowohl zu seiner Liebe Barbara als auch zu beider Kind.

## Produktionsnotizen
Ich warte auf Dich entstand im Sommer/Frühherbst 1952 in Göttingen (Filmatelier Göttingen und einige Außenaufnahmen) und auf Sylt (Außenaufnahmen in bzw. bei Kampen und Westerland). Der Film wurde am 16. Dezember 1952 in der Berliner Filmbühne Wien uraufgeführt.
Eberhard Meichsner übernahm die Produktionsleitung, Gabriel Pellon entwarf die Filmbauten.

## Kritiken
Im Lexikon des Internationalen Films urteilte: „Angeblich nach den Akten eines Jugendamts entstand ein unkritischer, gefühlvoller Film mit unlogischer Handlungskonstruktion.“